# Wadern
Wadern település Németországban, azon belül Saar-vidék tartományban. Lakosainak száma 15 860 fő (2023. december 31.).

## Népesség
A település népességének változása:
| Lakosok száma | 16 282 | 15 771 | 15 952 | 15 922 | 15 887 | 15 697 | 15 885 | 15 860 |
|               | 1975   | 2017   | 2018   | 2019   | 2020   | 2021   | 2022   | 2023   |